# 汉密尔顿学院足球俱乐部
咸美頓學院足球會（英語：Hamilton Academical F.C.）是位於蘇格蘭南拉纳克郡首府汉米尔顿（Hamilton）的職業足球會，於1874年由咸美顿学院（Hamilton Academy）成立，俗稱「Hamilton Accies」，於2011年由蘇格蘭足球超級聯賽降班到蘇格蘭足球甲級聯賽參賽。
咸美顿在2003/04年球季由蘇乙升級蘇甲，於2001年開始以新道格拉斯公园球场（New Douglas Park）為主場球場，取代舊有的道格拉斯公园球场（Douglas Park）。

## 球會歷史
咸美顿在1874年年末由當地的咸美顿学院（Hamilton Academy）的牧師及學生成立，於1897年11月加入蘇格蘭足球聯賽取代被迫退出的蘭頓（Renton）。
在球隊歷史中曾兩度晉級蘇格蘭足總盃決賽，分別於1911年在重賽0-2負於及1935年1-2負於。
1971年咸美顿成為首支從铁幕後招攬球員的英國球會，從波蘭簽入3名球員。
1980年代後期咸美顿於1986年及1988年兩次升級到蘇超，但每次只能在頂級聯賽中維持一年。咸美顿在1991年及1992年連續兩年奪得蘇格蘭聯賽挑戰杯（當時稱為「B & Q 盃」）。
1994年由於實施新的球場條例，咸美顿被迫放棄道格拉斯公园球场（Douglas Park），將球場出售另建新球場，在往後的7個球季，咸美顿需要與艾比安流浪（Albion Rovers）及（Partick Thistle）共用球場。咸美顿不幸於1999/2000年球季降級丙組。
咸美顿隨即於翌年獲得丙組聯賽冠軍回升乙組。2001/02年球季咸美顿返回汉米尔顿與舊球場毗連的新道格拉斯公园球场（New Douglas Park），更於2004/05年升級甲組。2008年4月19日主場2-0擊敗克萊德（Clyde）後確定冠軍席位及自1988年後再次升級到蘇超聯賽。

## 同城
以下是咸美顿鄰近的敵對球隊：
- 艾迪爾聯，位於北拉纳克郡
- 艾比安流浪，位於北拉纳克郡
- 克萊德，位於北拉纳克郡
- 馬瑟韋爾，位於北拉纳克郡

## 主場球場

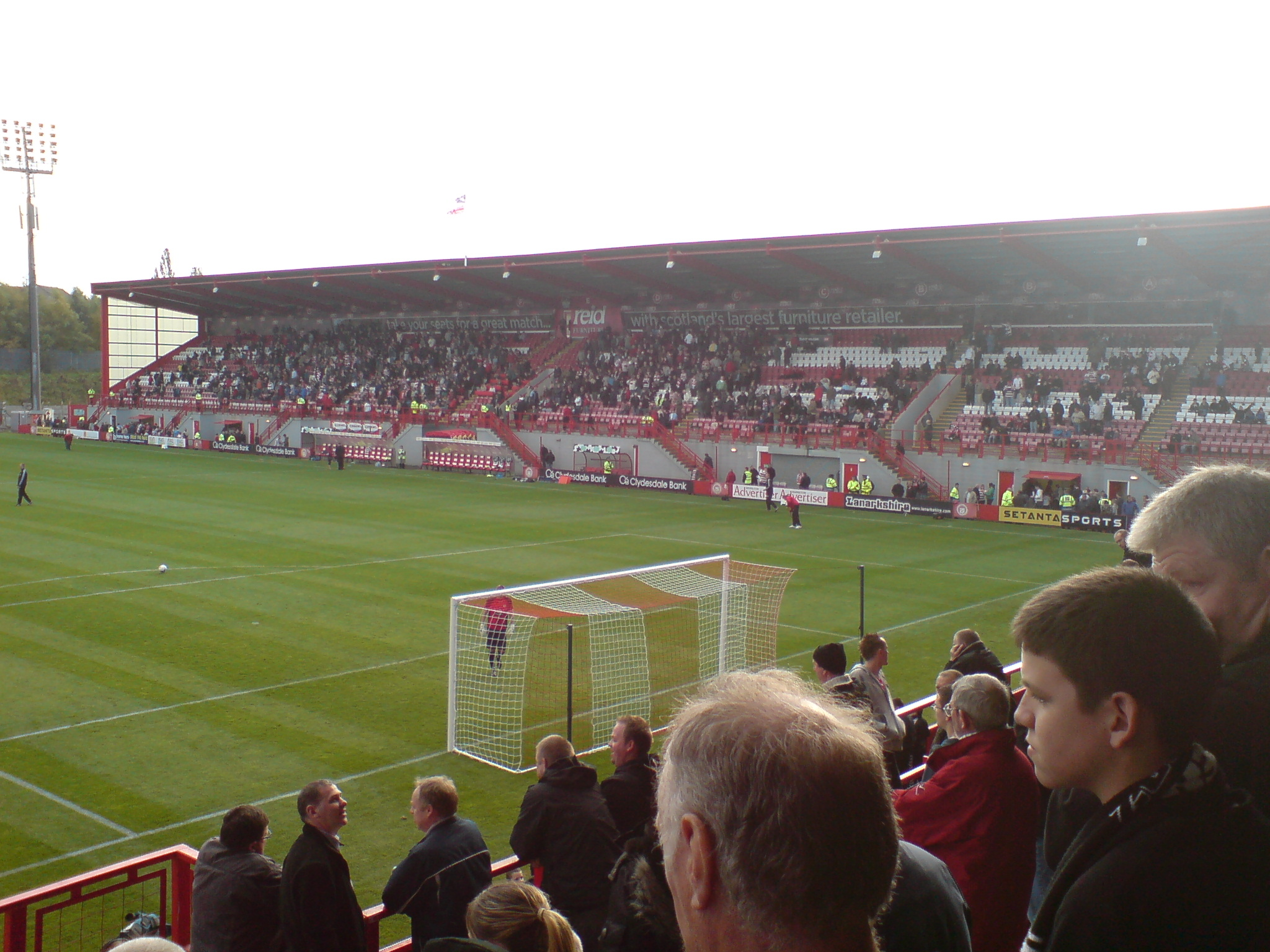
新道格拉斯公园球场

新道格拉斯公园球场（New Douglas Park）於2001年揭幕啟用，位於蘇格蘭南拉纳克郡的汉米尔顿，是咸美顿的主場球場，球場為全坐席可容5,300名觀眾。
2004年球場將天然草坪改為人造草，隨著咸美顿在2007/08年甲組聯賽中節節領前，有機會於來季升級蘇超，球場於2008年3月加建臨時看台，將容量增加到6,000以符合蘇超規定，同時宣稱如咸美顿獲得升級，將按蘇超規定將草坪回復天然草。
2009年2月28日對格拉斯哥流浪創出歷來最高入場人數紀錄5,895人。

## 球會榮譽
- 甲組聯賽： 冠軍 1985-86年、1987-88年、2007-08年；
- 乙組聯賽： 冠軍 1903-04年；亞軍 1952-53年、1964-65年、1996-97年、2003-04年；
- 丙組聯賽： 冠軍 2000-01年；
- 蘇格蘭足總盃： 亞軍 1910-11年、1934-35年；
- 蘇格蘭聯賽挑戰杯： 冠軍 1991-92年、1992-93年；亞軍 2005-06年；

## 著名球員
- 羅拔·賀維（Robert Howe）
- 詹姆斯·金（James King）
- 哥連·米勒（Colin Miller）
- 莫耶斯（David Moyes）

蘇格蘭年度最佳球員
- 1985-86年蘇甲年度最佳球員： John Brogan
- 1987-88年蘇甲年度最佳球員： Alex Taylor
- 1996-97年蘇乙年度最佳球員： Paul Ritchie

## 註腳
1. ↑  . Scottish Professional Football League.   [11 November 2013]. （原始内容存档于2013-10-16）.
2. ↑  .   [2008-06-13]. （原始内容存档于2019-08-12）.
3. ↑  . BBC Sport. 2009-02-28  [2009-12-02]. （原始内容存档于2020-09-04） （英语）.

## 外部連結
- 咸美顿官方網站